# Lumina (localidad de Constanța)
Lumina (antiguamente, entre otros nombres, Cogealia) es una localidad rumana de la comuna homónima, en el condado de Constanța.

## Toponimia
El antiguo nombre del lugar, que vendría a significar algo así como 'Alí el Grande', puede encontrarse escrito con grafías como Cogealia, Coge-Ali, Kogea-Ali, Codgali y Codgiali. La localidad, que también se denominó Valea Neagra, terminó llamándose Lumina.

## Historia
Hacia comienzos del siglo XX, la localidad, que ya por entonces pertenecía al condado de Constanța, formaba parte de la comuna de Cicrîcci y tenía contabilizada una población de 546 habitantes.
En la segunda mitad del siglo XX la localidad había pasado a formar parte de la comuna homónima de Lumina. En el censo de 2021 la localidad tenía una población de 9648 habitantes.